# Immortal Records
Immortal Records est un label indépendant américain, actif entre 1994 et 2007. Il est fondé par Amanda Scheer Demme et l'entrepreneur Happy Walters, et anciennement basé à Los Angeles, en Californie. Le label a signé des artistes comme Thirty Seconds to Mars, Korn, Incubus. Il a en outre publié différentes bandes-son, comme celles pour les films Judgment Night, Spawn, Blade 2 et pour la série télévisée Les Maîtres de l'horreur. D'après un des groupes sous contrat, en 2007 Immortal Records aurait cessé toute activité.

## Histoire
Immortal Records est fondé en 1991 par Amanda Scheer Demme et Happy Walters. Peu après sa création, le label signe un contrat de trois ans avec Epic Records. Le label renouvelle également son contrat avec le label en 1994 pour deux années supplémentaires.
En 1997, après l'expiration de leur renouvellement de deux ans, Epic signe un nouveau contrat de cinq ans avec le label, d'une valeur de 35 millions de dollars. L'accord accorde au label une plus grande liberté de création, et à cette époque, le label passe de 15 à 20 employés. Cependant, en 1998, le directeur d'Epic, Richard Griffiths, est licencié, et les relations entre Epic et Immortal commencent à s'envenimer. Ils finissent par se séparer, Epic conservant les droits de Korn et d'Incubus.
En septembre 1999, Immortal signe un contrat de cinq ans avec Virgin Records. Le premier album signé dans le cadre de ce nouveau contrat était celui du groupe de punk rock U.S. Crush. Le contrat est rompu à la fin de l'année 2002 après le départ des dirigeants qui avaient signé le contrat de distribution du label en 1999. Virgin a gardé Thirty Seconds To Mars sur le label. En août 2003, Immortal signe un contrat avec RED Distribution.
La société cesse ses activités en novembre 2007,, mais son nom est tout de même utilisé sur des albums d'Incubus et de Thirty Seconds to Mars après la fermeture du label. L'album éponyme de The Escape Frame, qui devait sortir sur Immortal avant sa disparition, est publié par End Sounds en septembre 2008.

## Discographie
- Adema – Kill the Headlights
- A – How Ace Are Buildings
- Agent Sparks – Red Rover
- thebleedingalarm – Beauty in Destruction
- Brazil – The Philosophy of Velocity
- A Change of Pace – Prepare the Masses
- A Change of Pace – An Offer You Can't Refuse
- Deadsy – Phantasmagore
- The Finals – Plan Your Getaway
- Far – Tin Cans With Strings to You
- Far – Water and Solutions
- His Boy Elroy – His Boy Elroy
- Hot Rod Circuit – The Underground Is a Dying Breed
- Incubus – Enjoy Incubus
- Incubus – S.C.I.E.N.C.E.
- Incubus – Make Yourself
- Incubus – Morning View
- Incubus – A Crow Left of the Murder...
- Korn – Korn
- Korn – Life Is Peachy
- Korn – Follow the Leader
- Korn – Issues
- Korn – Untouchables
- Korn – Take a Look in the Mirror
- No One – No One
- A Santa Cause – It's a Punk Rock Christmas
- Scary Kids Scaring Kids – The City Sleeps In Flames
- Scary Kids Scaring Kids – After Dark
- Scary Kids Scaring Kids – Scary Kids Scaring Kids
- Switched – Subject to Change
- Thirty Seconds to Mars – 30 Seconds to mars
- Thirty Seconds to Mars] – A Beautiful Lie
- Transmatic – Transmatic
- Tyler Read – Only Rock and Roll Can Save Us
- U.S. Crush – U.S. Crush
- The Urge – Receiving The Gift of Flavor
- The Urge – Master of Styles
- The Urge – Too Much Stereo
- The Who – Live from Toronto
- Waking Ashland – Telescopes
- Waking Ashland – The Well